# Rutilier
Rutilius war das Nomen der gens Rutilia (deutsch Rutilier), einer Familie im Römischen Reich, die der plebejschen Nobilität angehörte und ab dem 2. Jahrhundert v. Chr. Bedeutung erlangte. Zu ihr gehören vor allem:
- Rutilius Taurus Aemilianus Palladius, Landwirt
- Rutilius Claudius Namatianus, Dichter im 5. Jahrhundert, der oft nur „Rutilius“ genannt wird
- Gaius Rutilius Gallicus, Suffektkonsul 72, 85
- Gaius Rutilius Honoratus, römischer Offizier
- Lucius Rutilius Propinquus, römischer Suffektkonsul 120
- Lucius Rutilius Ravonianus, römischer Offizier (Kaiserzeit)
- Marcus Rutilius Lupus, Präfekt von Ägypten 113–117
- Publius Rutilius Fabianus, römischer Konsul 135
- Publius Rutilius Lupus (Konsul) († 90 v. Chr.), römischer Politiker, Konsul 90 v. Chr.
- Publius Rutilius Lupus (Prätor), römischer Politiker, Prätor 49 v. Chr.
- Publius Rutilius Lupus (Rhetor), römischer Rhetor
- Publius Rutilius Rufus, römischer Konsul 105 v. Chr.
- Spurius Rutilius Crassus, Militärtribun 417 v. Chr.
- Titus Rutilius Varus, römischer Ritter (Kaiserzeit)

Das ähnliche „Rutilus“ ist ein Cognomen; siehe Gaius Marcius Rutilus.